# 南岭

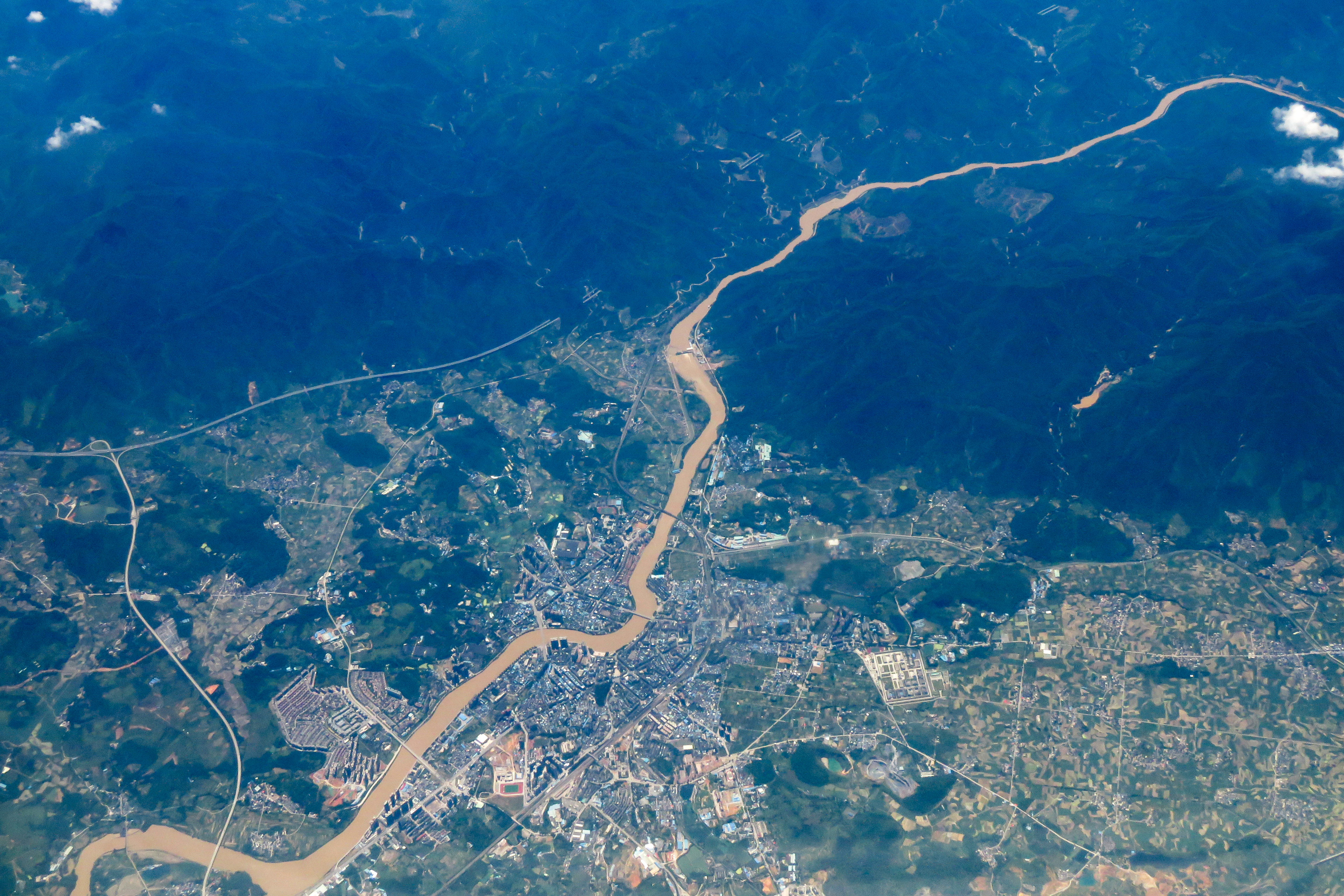
乐昌市市区以北的武江峡谷

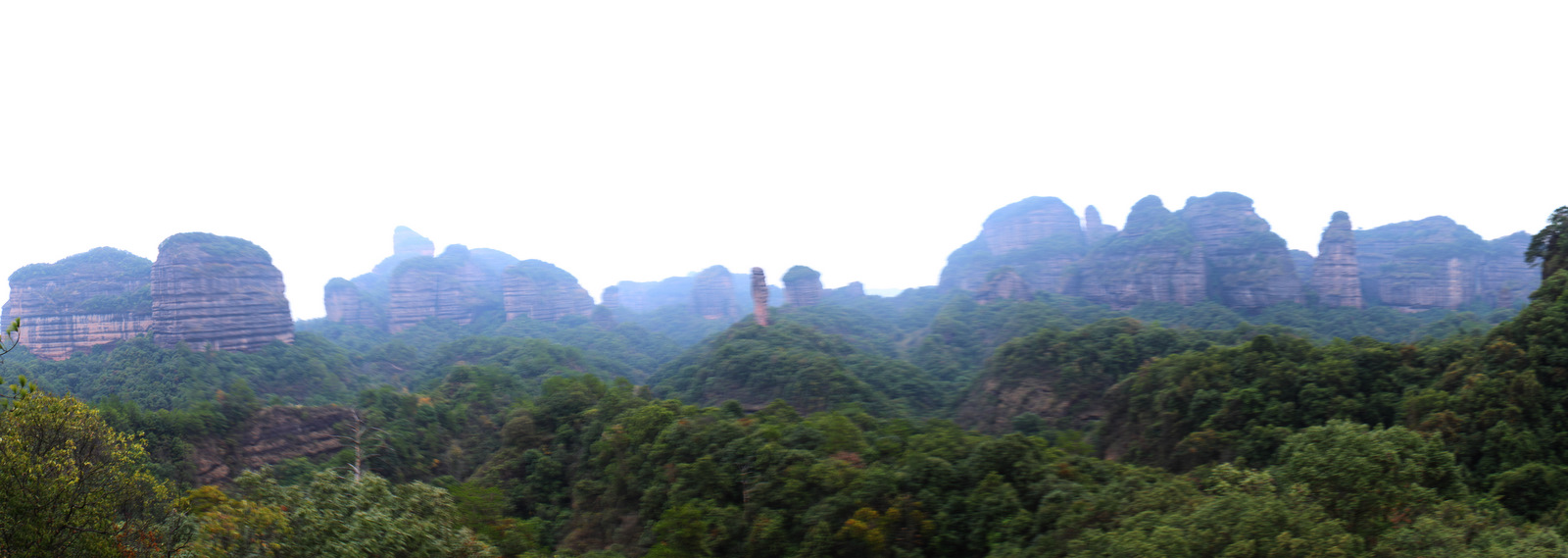
丹霞山

南岭（南岭山脉；五岭、五岭山脉），由越城岭、都庞岭、萌渚岭、骑田岭、大庾岭五座山组成，故又称“五岭”。地处广东、广西、湖南、江西四省区交界处，是中国江南最大的横向构造带山脉，是长江和珠江二大流域的分水岭。长期以来，是天然屏障，先秦時期南岭山脉阻碍了岭南地区与中原的交通与经济联系，使岭南百越地区的经济、文化體系隔絕於中原地区以外。唐朝朝廷於张九龄倡议下在大庾岭开凿梅关古道，改善进出岭南交通，岭南与中原交流日益频繁，促进岭南开发。古代的统治者总是利用南岭作为划分行政区界的地物标志，所以南岭也是诸省区的边缘。南岭将建设成为广东省首个国家公园。
南岭山脉以南的地區稱作岭南，現代主要是指广东、广西及海南全境，以及湖南及江西等省的部分地區。

## 地质地貌
南岭的构造核心主要为花岗岩体，上面覆盖的岩层多为泥盆纪硬砂岩和石炭纪灰岩。南岭各山体主要是东北西南走向，但就南岭总体而言，南岭山脉属于东西走向的山地。
南岭的地势不高，最高峰是越城岭的猫儿山，海拔2142米。其他主要的山峰有：萌渚岭的马塘顶（海拔1787米）、都庞岭韭菜岭（海拔2009米），瑶山的石坑崆（海拔1902米）。

## 气候与水文
南岭对南北气流的运行有一定的阻碍作用，因而岭南与岭北的水热状况有一定的差异，但北方的寒潮可以通过南岭山地的低谷和垭口进入岭南，因此岭南地区冬天时有寒潮入侵。
南岭的降雨量丰富，春天及夏初静止锋驻留于此有时长达2个月之久，阴雨连绵；夏秋之交台风雨较多，冬季则主要下的是锋面雨。南岭地区的季节降雨相对较均匀，无数的大小河流发源于此，主要的河流有：湘江、赣江、桂江、北江、东江、连江等。

## 动植物资源
南岭地带性植被主要是亚热带常绿阔叶林，大多布在海拔800米以下的山岭上，主要的树种有樟树、木荷、杜鹃等。如今大多数山上种的是马尾松、杉树等人工林。
南岭的野生动物丰富，主要的兽类有：华南虎、豹、豺、梅花鹿、穿山甲等；主要的鸟类有：画眉、相思雀、雉鸡、白头翁等；主要的两栖爬行类动物有：娃娃鱼、泥蛙、蟾蜍、金钱龟等。但由于人们的滥捕滥杀野生动物的现象屡禁不绝，很多动物已经是濒临绝种了。

## 主要矿产

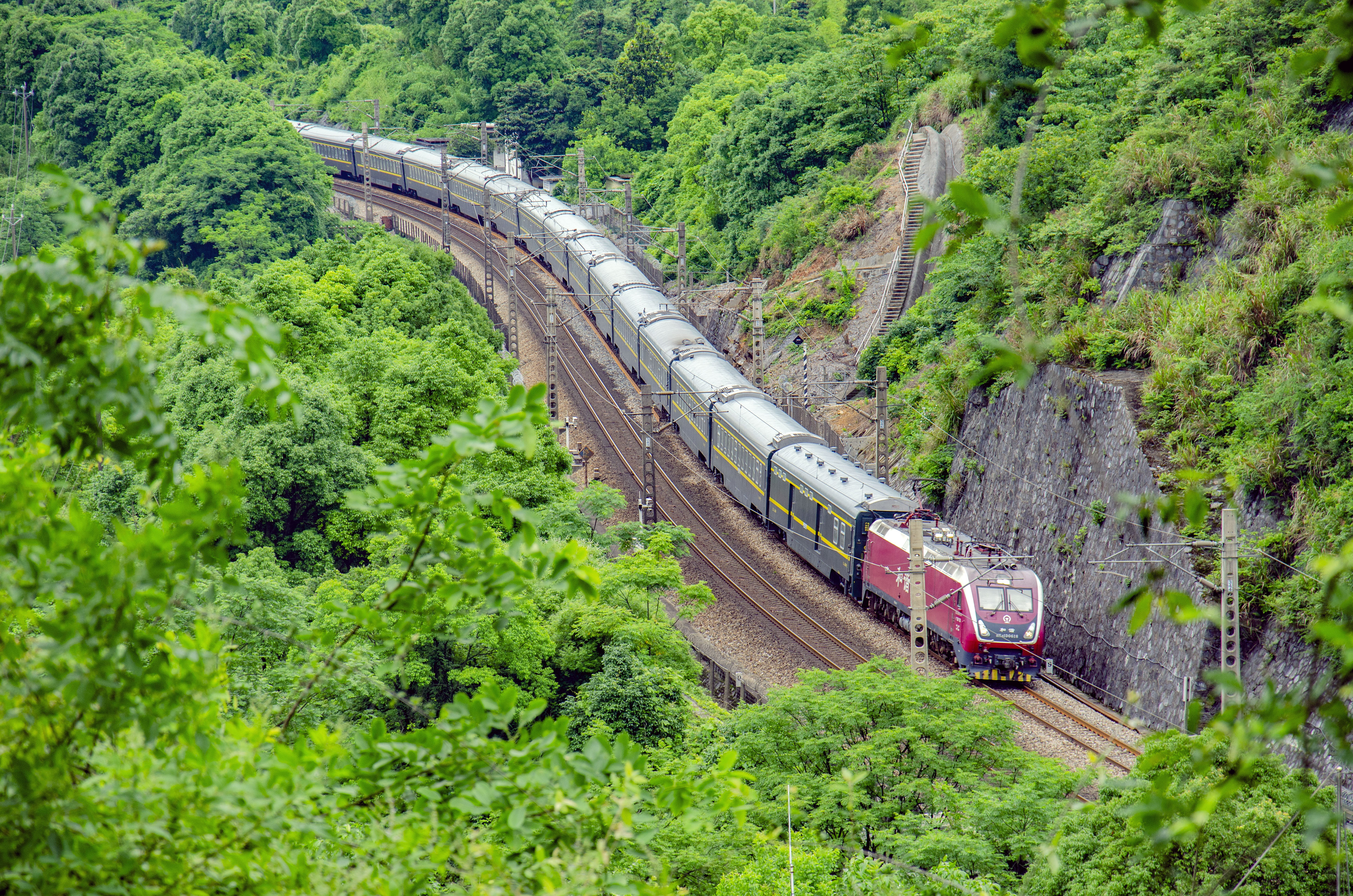
京广铁路南岭隧道前

南岭的矿产资源丰富，是中国著名的有色金属之乡，其中钨、钼、锡、铅、锌的储量最为丰富，此外还有较丰富的稀有元素的矿物，如钽、锆、钇、铌、钪、钛等。著名的矿场有：
- 广东仁化縣凡口铅锌矿
- 广东始兴縣石人嶂钨矿
- 江西大余钨矿

## 相关保护区

### 南岭国家级自然保护区
南岭国家级自然保护区位于广东北部的南岭山脉中段，位于韶关和清远下属的乳源、阳山和连州三市县境内。

### 南岭国家森林公园
南岭国家森林公园于1993年经林业部批准成立，位于南岭山脉的核心地带，东南距韶关市区70公里，北距坪石镇50公里，东离京珠高速公路大桥出口10公里，面积273平方公里，是广东省最大的自然保护区（约为香港整体面积的26%）。这里是中国亚热带常绿阔叶林中心地带，大片原始森林保存着最完整的自然生态系统，是珍稀动植物的宝库，有超过二千种植物，有广东唯一的原始森林。
保护区内石坑崆海拔1902米，是“广东第一峰”，石韭岭海拔1888米，为广东第二峰。